# Romeinse villa Steenland
De Romeinse villa Steenland is een terrein met een Romeinse villa in de gemeente Beekdaelen in de Nederlandse provincie Limburg. De villa uit de tweede helft van de 1e eeuw was van het type villa rustica en behoort tot de tientallen Romeinse villacomplexen die op de Zuid-Limburgse lössgronden (deels) zijn opgegraven.

## Ligging
De villa was gelegen in een veld aan de westzijde van de Diepestraat ten noorden van Arensgenhout, ten oosten van Haasdal en ten westen van Aalbeek. Het complex ligt op een hoog deel van het lössplateau, het Centraal Plateau.
Op zo'n 3,5 kilometer ten zuidoosten van de villa lag destijds de Via Belgica, de belangrijke heirweg van Tongeren (Atuatuca Tungrorum) via Maastricht (Mosa Trajectum) en Heerlen (Coriovallum) naar Keulen (Colonia Claudia Ara Agrippinensium). Zo'n 800 meter naar het zuidwesten lag de Romeinse villa Op den Billich.

## Geschiedenis

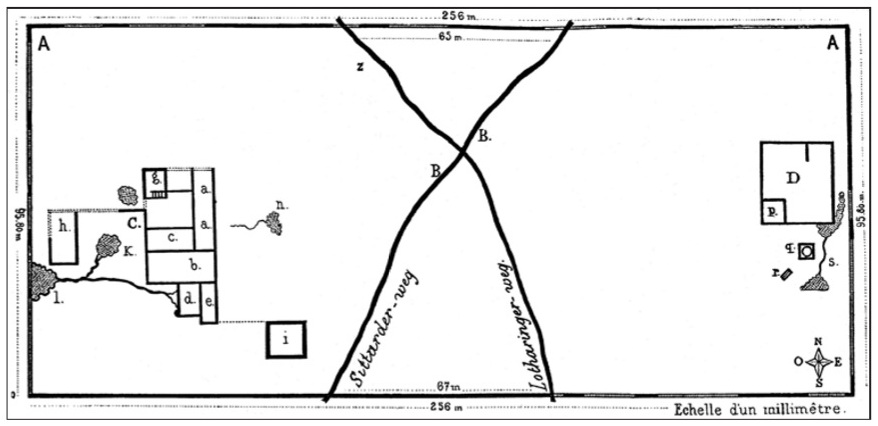
Opgravingstekening van Habets, gepubliceerd in 1882

In 1850 vonden hier voor het eerst opgravingen plaats, waarbij een vierkant gebouw gevonden werd. In 1876 bracht de priester en amateurarcheoloog Jozef Habets een ommuurd terrein met daarop twee gebouwen aan het licht. Om het complex stond volgens hem een muur van 256 meter bij 95,8 meter. Op het westelijke uiteinde van het erf stond het hoofdgebouw, bestaande uit een aantal vertrekken, een kelder en een hypocaustum. Aan het oostelijke uiteinde stond een kleiner gebouw. Op een diepte van 20 tot 30 centimeter onder het maaiveld vond men een mergelfundering en een gedeelte van de vloer van een hypocaustum.
In 2008 en 2009 werden door RAAP Archeologisch Adviesbureau opnieuw twee kleine opgravingen uitgevoerd in verband met de heraanleg van de Diepestraat. Hierbij werden opnieuw muurfunderingen van het villacomplex aangetroffen, waaronder paalkuilen van een bijgebouw of erfafscheiding, een waterput en de zuidelijk begrenzing van de villa. Brandsporen wezen uit dat de villa in de 3e eeuw is afgebrand. Daarnaast werden restanten van een nederzetting en een crematiegrafveld uit de ijzertijd aangetroffen, en een omgreppelde hoeve uit het midden van de 12e eeuw. Het aangetroffen vondstmateriaal wees uit dat het gebied na die tijd werd verlaten.
Sinds 1987 is het terrein een rijksmonument. De gemeente Nuth plaatste er een kunstwerk en een informatiebord.